# 井上裕之
井上 裕之（いのうえ ひろゆき）は、日本の大蔵・財務官僚。

## 来歴
三重県出身。菰野町で育ち、三重県立四日市南高等学校を経て、1986年（昭和61年）、東京大学法学部を卒業。同年大蔵省に入省。銀行局総務課に配属。1991年（平成3年）7月、鳴門税務署長。
以降は金融庁総務企画局総務課企画官、主計局主計企画官、同主計官などを経て、2011年（平成23年）7月8日、主税局税制第一課長に就任。在任中、消費増税関連法案の修正協議に携わり、民主党税制調査会とのやり取りを担った。その後、主税局総務課長、財務省大臣官房文書課長、財務省大臣官房審議官、内閣府大臣官房審議官、内閣官房内閣審議官（内閣官房副長官補付）などを歴任。
2019年（令和元年）7月9日、内閣府政策統括官（経済社会システム担当）に就任。在任中、経済財政諮問会議の実務を担った。
2021年（令和3年）9月1日、内閣府審議官に就任。
2024年（令和6年）7月5日、内閣府事務次官に就任。